# Phytometrinae
De Phytometrinae vormen een onderfamilie in de vlinderfamilie van de spinneruilen (Erebidae).

## Geslachten
- Aglaonice
- Allerastria
- Antarchaea
- Bandelia
- Cecharismena
- Colobochyla  (8)
- Euaontia
- Glympis
- Hemeroplanis
- Homocerynea
- Hormoschista
- Hyperstrotia
- Isogona
- Janseodes
- Melanomma
- Mursa
- Myana
- Nimasia
- Nychioptera
- Ommatochila
- Phytometra Haworth, 1809 (35)
- Plecoptera
- Raparna
- Spargaloma
- Syagrana
- Trisateles